# Galium monticolum
Galium monticolum är en måreväxtart som beskrevs av Otto Wilhelm Sonder. Galium monticolum ingår i släktet måror, och familjen måreväxter. Inga underarter finns listade i Catalogue of Life.